# 地球環境高等学校
地球環境高等学校（ちきゅうかんきょうこうとうがっこう）は、長野県佐久市に本校がある私立通信制高等学校である。

## 設置学科
- 通信制 普通科
  - 佐久本校
  - 長野学習室・スクーリング会場
  - 飯田学習室・スクーリング会場
  - 諏訪学習室

## 沿革
- 2002年（平成14年）4月1日 - 地球環境高等学校として開校。通信制普通科を設置。
- 2012年（平成24年）10月25日 - プロ野球ドラフト会議で大滝勇佑がソフトバンクから育成2位で指名を受ける。地球環境高校出身選手としては初のプロ野球選手となった。

## 校章
- 「ECO」の文字を強調したデザイン。

## 部活動

### サッカー部
2002年（平成14年）、創部1年目にしてサッカー部が全国高校サッカー選手権大会長野県大会に優勝。サッカー部員は21人だった。全国大会では2回戦進出。当時の監督は松本育夫が務めた。通信制の高校にもかかわらずいわゆる全日制の大会に出場することについては当初はあまり問題視もされなかったが、松本の指導力と、松本を慕って編入してきた素質ある選手たちの活躍によっていきなり全国大会への切符を手にしたことから、風当たりが強くなっていった。学校が通信制であることから、選手たちは一日中サッカーをすることも出来る環境にあり、又選手のほとんどが他県の学校を中退又は編入してきていたことも問題視され始めていた。サッカー部の生徒については寮生活が基本とされていたが、初年度の活躍により入学者と部員数が急増、寮をはじめとする受け入れ態勢が整わず、生徒のみならず保護者からもクレームがつき始めた。その後松本と学校側との契約問題もこじれ、松本は2年目途中にして監督を辞任した。

### 野球部
2004年（平成16年）に野球部を創部し、塚原青雲高等学校（現在の松本国際高等学校）野球部を甲子園出場に導いた羽鳥均が監督に就任した。2011年（平成23年）秋の北信越大会決勝で敦賀気比高等学校に1-0でサヨナラ負けしたものの、2012年春（第84回）に同校及び通信制高校としては初となる甲子園出場を決めた。

## 交通アクセス
- 東日本旅客鉄道小海線北中込駅

## 出身著名人
- 下司隆士（サッカー選手）
- 加藤康弘（サッカー選手）
- 桑原一太（サッカー選手）
- 大川修也（野球選手）
- 大滝勇佑（野球選手）
- 清水綾乃（テニス選手）